# Frederick Hankey (Bibliophiler)
Frederick Hankey Jr. (geboren am 14. Juli 1821 in Korfu; gestorben am 8. Juni 1882 in Paris, 9. Arrondissement) war ein britischer Bibliophiler und Sammler erotischer und pornographischer Literatur.

## Leben

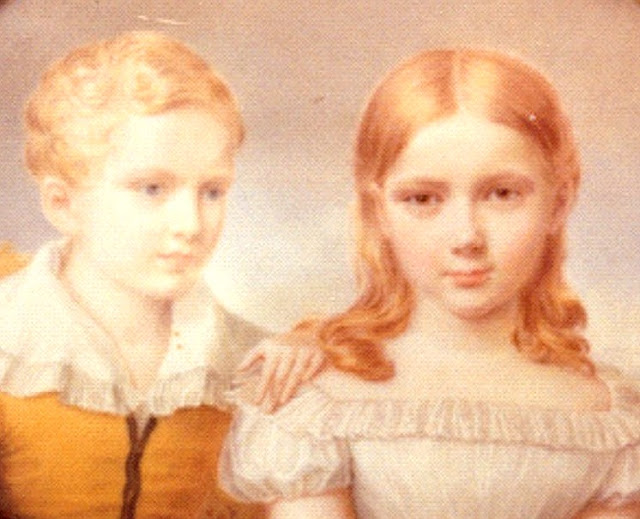
Frederic Hankey mit ca. 7 Jahren, zusammen mit seiner Schwester Thomasina.

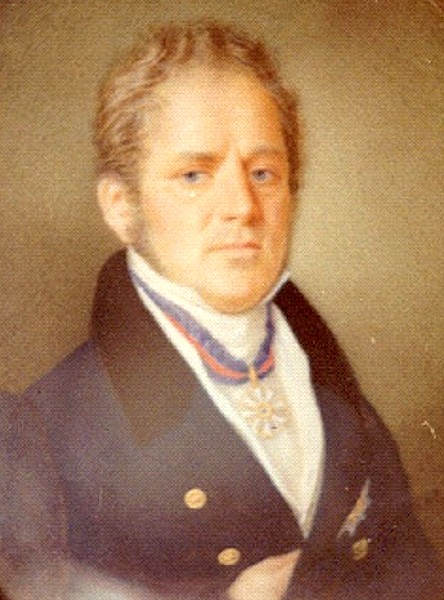
Frederick Hankey Sr. (1774–1855)

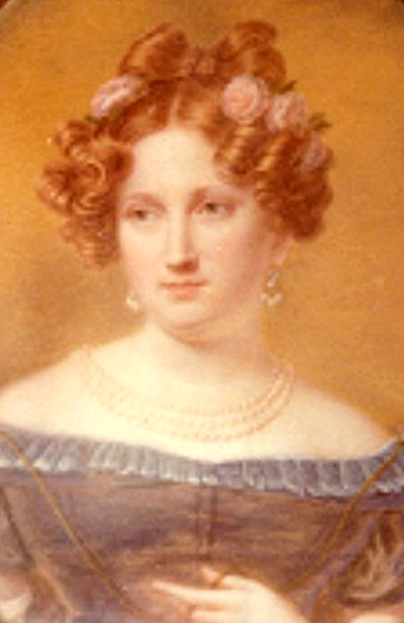
Caterina Varlamo, die Mutter (1780–1835)

Hankey war der Sohn von Frederick Hankey Sr., eines britischen Diplomaten und Kolonialbeamten, der zur Zeit von Hankeys Geburt auf Korfu stationiert war und dort für  Sir Thomas Maitland, Lord High Commissioner der Ionischen Inseln, arbeitete. Seine Mutter war Caterina Regina Varlamo, eine Griechin aus Korfu, die 1835 auf Malta starb, als Hankey 13 Jahre alt war. Hankey hatte noch eine Schwester, Thomasina Ionia (1819–1900), sowie zwei Halbschwestern aus der ersten Ehe seines Vaters, Emma (1798–1864) und Frederica (1815–1872).
Er begann seine Laufbahn als 1838 als Beamter des Government Statistical Department. Nach seinem Ausscheiden im Juli 1841 erwarb er eine Offiziersstelle als Kornett bei den 6th Dragoon Guards (Carabiniers) und im März 1843 eine Position als Leutnant. 1846 diente er bei den Scots Fusilier Guards und im Dezember wurde er vom 63rd (West Suffolk) Regiment of Foot auf halben Sold gesetzt. Nach seinem Ausscheiden aus dem 75th Regiment of Foot ließ er sich um 1847 in Paris nieder. Er bezog zusammen mit seiner Lebensgefährtin Angelina Sophie Beckett Vernon eine zentral gelegene Wohnung in der Rue Laffitte 2, wo er die folgenden Jahrzehnte lebte und sich dem Sammeln erotischer Bücher und Objekte widmete. Sein Hauptinteresse galt dabei flagellantischer sadistischer und masochistischer Literatur. Er beschränkte sich aber nicht auf Erfahrungen aus zweiter Hand, sondern galt auch als Besucher entsprechend spezialisierter Bordelle. Die Zeit der Libertins war allerdings vorbei und solche Neigungen erzeugten schon damals manchmal heftige Ablehnung. So schrieb Edmond de Goncourt über einen Besuch bei Hankey 1862:

„Heute besuchte ich einen Verrückten, ein Ungeheuer, einen jener Männer, die am Rande des Abgrunds leben. Durch ihn, wie durch einen Schleier, konnte ich einen Blick werfen auf einen abscheulichen Aspekt, eine schreckliche Seite einer blasierten Geldaristokratie, der englischen Aristokratie, welche die Liebe mit Grausamkeit versetzt und deren Libertinage nur durch das Leiden der Frau Genügen findet.“

Hankeys Bereitschaft, andere Lebewesen für seinen Lustgewinn leiden zu lassen, scheint sich dabei auf Frauen beschränkt zu haben. Gegenüber dem Leid von Tieren zeigt er sich dagegen sensibel. Ein Freund, der Abenteurer  und Übersetzer von Tausendundeine Nacht, Richard Francis Burton, wundert sich:

„There is no accounting for tastes in superstition. Hankey would like to have a Bible bound with bits of skin stripped off live from the cunts of a hundred little girls and yet he could not be persuaded to try the sensation of fucking a Muscovy duck while its head was cut off […] Hankey’s line of cruel enjoyment and his strong sense of the wickedness of killing animals for food. His extreme desire to see a girl hanged and have the skin of her backside tanned to bind his ‘Justine’ with.“

„Über Geschmäcker beim Aberglauben lässt sich nicht streiten. Hankey würde gerne eine Bibel mit lebendig von den Muschis hundert kleiner Mädchen gezogene Häute binden, und doch kann er nicht dazu überredet werden, auszuprobieren, wie es ist, eine Moschusente zu ficken, während ihr der Kopf abgehackt wird […] Hankeys grausame Vergnügungen einerseits und seine Empfindsamkeit betreffend des Tötens von Tieren zu Nahrungszwecken andererseits. Sein überaus starkes Verlangen, ein Mädchen gehängt zu sehen und die Haut ihres Hinterteils zu gerben, um damit seine „Justine“ zu binden.“

Seine Sammlung galt als eine der bedeutendsten ihrer Zeit und wurde von anderen Bibliophilen und Kennern erotischer Literatur bewundert und geschätzt. Zu diesen zählten insbesondere der Kreis um Burton, der sich in den 1860er Jahren im Londoner Cannibal Club zusammen fand, darunter der Dichter Algernon Charles Swinburne, der Schriftsteller Richard Monckton Milnes, 1. Baron Houghton, General Studholme John Hodgson und der Büchersammler und Bibliograph Henry Spencer Ashbee. Swinburne schreibt:

„His erotic collection of books, engravings, etc., is unrivalled upon earth unequalled, I should imagine, in heaven. Nothing low, nothing that is not good and genuine in the way of art and literature is admitted.“

„Seine Sammlung erotischer Bücher, Stiche etc. ist einzigartig auf der Welt und vermutlich unerreicht auch im Himmel. Nichts Niedriges, nichts, was nicht gut und echt ist in Kunst und Literatur findet Aufnahme.“

Diesem Kreis englischer Erotik-Connaisseure half Hankey in den 1850er Jahren auch beim Schmuggel pornographischer Literatur nach England, da er offenbar Zugang zu diplomatischen Kreisen hatte und diplomatische Sendungen vom Zoll nicht untersucht wurden und so ungehindert beispielsweise in die ebenfalls einschlägig bekannte Bibliothek von Lord Houghton in Fryston Hall bei Ferrybridge in Yorkshire gelangten.
Ashbee schreibt über Hankeys Erscheinung und Lebensumstände:

„Hankey was in every respect an original; he never rose until after mid-day, and his hours of reception were after ro o’clock at night, when he was to be found among his books. He had fair hair, blue eyes, and an almost feminine expression, and answered in many respects to the descriptions which have reached us of the Marquis de Sade, his favourite author. He told me he had on one occasion recovered from a serious illness by suddenly obtaining an edition of Justine which he had long sought in vain.“

„Hankey war in jeder Beziehung ein Original; er stand nie vor Mittag auf, und Besuch empfing er ab 10 Uhr abends, umgeben von seinen Büchern. Er hatte blondes Haar, blaue Augen, eine fast weibliche Erscheinung und entsprach in vielerlei Hinsicht den uns überlieferten Beschreibungen des Aussehens des Marquis de Sade, seines Lieblingsautors. Er erzählte mir, er habe sich einmal von einer schweren Krankheit erholt, nachdem er plötzlich eine Ausgabe der Justine erhalten habe, die er lange vergeblich gesucht hatte.“

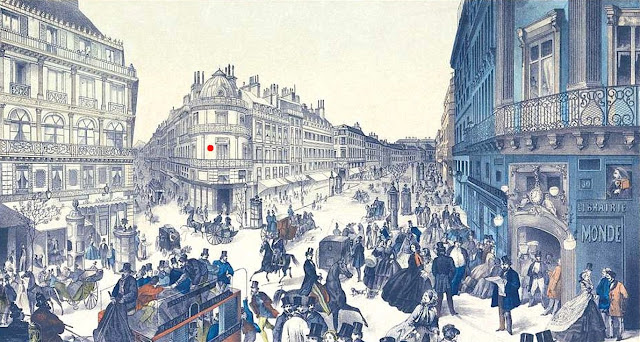
Boulevard des Italiens, Paris, 1858. Die Wohnung von Hankey ist mit einem roten Punkt markiert.

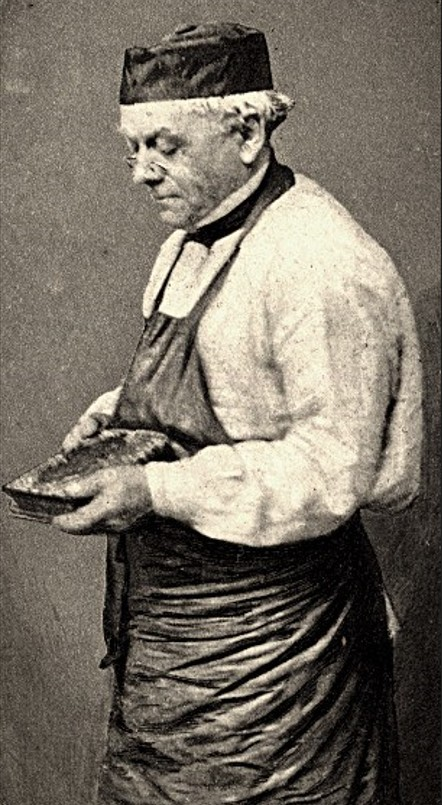
Georges-Jacob Trautz, Hankeys Buchbinder

Ashbee besuchte Hankey wenige Monate vor dessen Tod zusammen mit dem Schriftsteller und Bibliophilen Octave Uzanne und dem symbolistischen Künstler und Illustrator pornographischer Werke Félicien Rops. Die Besucher vermerkten zwar zunächst die etwas legere Kleidung des Hausherrn und die niedrigen Temperaturen in den ungeheizten Räumen, waren aber bald schon begeistert von den gezeigten Schätzen, den kunstvoll illustrierten Werken, auf edlem Papier gedruckt und kostbar gebunden, und blieben bis in den Morgen. Unklar ist dabei, ob für Hankey der Inhalt oder die Ausstattung eines Werkes im Vordergrund standen. Er soll jedenfalls das ihm zum Kauf angebotene Manuskript der 120 Tage von Sodom von de Sade nicht erworben haben, da eine mit winziger Schrift gefüllte 12 Meter lange Papierrolle seinen ästhetischen Ansprüchen nicht genügte. Der Bibliophile Henri Béraldi meinte in diesem Zusammenhang, er wisse nicht, ob Hankey ein „sexbesessener Trautzomane oder ein trautzomanischer Sexbesessener“ sei – Georges Trautz galt seinerzeit als der hervorragendste Buchbinder Frankreichs und Hankey war einer seiner besten Kunden. Béraldi beschreibt Hankey in seinen späteren Jahren als einen gebeugten Mann, kahl und bartlos, mit stockender Rede und gichtbrüchig, weshalb er öfters aus dem Haus ging mit einer spitzen Stiefelette an einem Fuß und einem Pantoffel am anderen, schmerzenden Fuß, was ihm ein irgendwie teuflisches Aussehen verliehen haben soll.
Im gleichen Jahr, am 11. Juni 1881, wurde Hankey als Ritter der Ehrenlegion ausgezeichnet, angeblich wegen seiner Beteiligung an der Weltausstellung von 1878. Am 8. Juni 1882 starb er im Alter von 60 Jahren plötzlich und ohne zuvor nennenswert krank gewesen zu sein in seiner Wohnung. Zwei Tage danach wurde er auf dem Friedhof Père-Lachaise beigesetzt.
1878 war in einer Essaysammlung von Octave Uzanne die Skizze Le cabinet d’un eroto-bibliomane erschienen. Die Hauptfigur des Eroro-Bibliomanen dort heißt „Kerhany“, offenbar ein Anagramm von „Hankey“. Es ist aber laut Ashbee so, dass Uzanne Hankey erst Jahre später tatsächlich kennenlernte und zum Zeitpunkt des Erscheinens des Essays nur über diesen kursierende Geschichten und Anekdoten gehört haben konnte. Auch weist das im Essay geschilderte Aussehen des Chevaliers Kerhany keinerlei Übereinstimmung mit der zum Beispiel bei den Goncourts beschriebenen Erschweinung Hankeys auf. Man muss also davon ausgehen, dass das „Kabinett des Eroto-Bibliomanen“ weitgehend eine Konfabulation Uzannes ist.

## Bibliografie

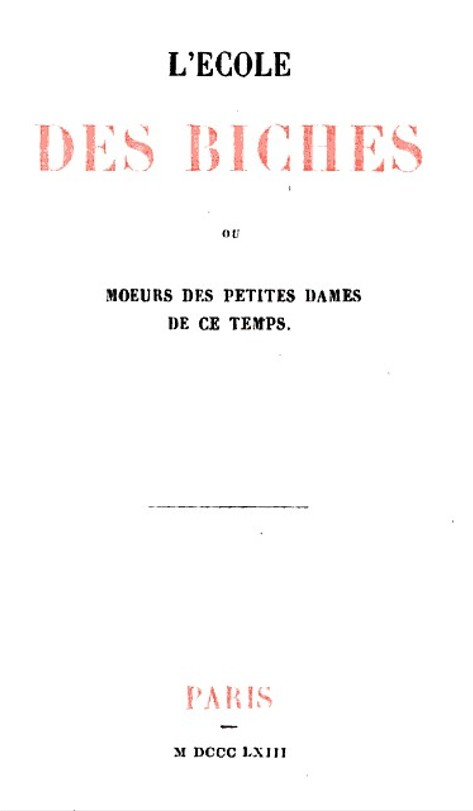
L’École des biches (1868)

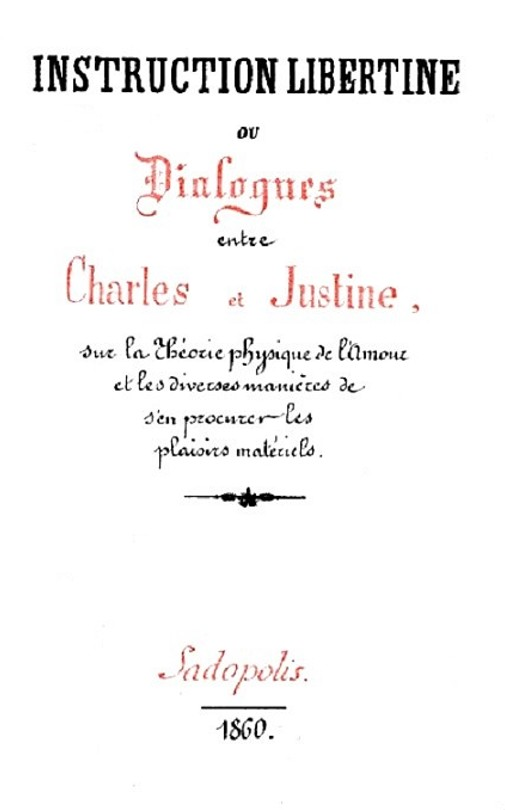
Instruction libertine (1868)

- mit Ernest Baroche, Edmond Duponchel und Alfred Bégis (zugeschrieben): L’École des biches, ou, Mœurs des petites dames de ce temps. Jean Pierre Blanche, Brüssel 1863 [d. i. 1869].
  - Deutsch: Die Schule der Freudenmädchen. Übersetzt von Brigitte Weidmann. Desch, München 1971.
- mit Alfred Bégis und Edmond Duponchel: Instruction libertine, ou Dialogues entre Charles et Justine, sur la théorie physique de l’amour et les diverses manières de s’en procurer les plaisirs. Sadopolis 1860 [d. i. Brüssel 1870].
  - Englische Übersetzung: Instruction Libertine, a girl’s guide to the knowledge of good and evil. Übersetzung von John Stephen Farmer[?]. Brandon House, North Hollywood 1967.